# Michal Černoušek
Michal Černoušek (14. srpna 1945, Praha – 16. ledna 2005, Praha) byl český psycholog, pedagog a publicista.

## Život
Vystudoval příbramskou Střední průmyslovou školu hornickou a geologickou a psychologii na Filosofické fakultě UK v Praze. Působil a přednášel na FF UK, na VŠCHT a v závěru života na Fakultě sociálních věd UK, poté, co se aktivně zapojil do jejího přerodu z předlistopadové Fakulty žurnalistiky.
Byl autorem publikací, které rozvíjely myšlenky obecné psychologie či přesahovaly do jiných oborů – psychologie ekologické (environmentální), psychologie médií a komunikace, psychohistorie a dějin psychiatrického myšlení, přičemž v některých případech byl jejich průkopníkem. Například jeho kniha Psychologie životního prostředí z roku 1986 je první českou knihou ve svém oboru.

## Dílo
(výběr)
- Psychologie životního prostředí (Horizont, Praha 1986; 2Karolinum, Praha 1992)
- Sen a snění (Horizont, Praha 1988)
- Potřeba psychohistorie (Český časopis historický, č. 5, 1990)
- Šílenství v zrcadle dějin (Grada Avicenum, Praha 1994)
- Sigmund Freud : dobyvatel nevědomí (Paseka, Praha 1998)
- heslo Periodizace vývoje lidské komunikace IN: Reifová, Irena ed.: Slovník mediální komunikace (Portál, Praha 2004)